# Herdvorgang
Der Herdvorgang (auch Herdprozess oder Herdmechanismus) beschreibt den Ablauf des Geschehens, das einem Erdbeben zugrunde liegt. Der Beginn des Herdvorgangs wird als Herdzeit (engl.: origin time) bezeichnet. Der Erdbebenherd befindet sich im Erdinneren und umfasst die gesamte involvierte Herdfläche, während das Hypozentrum den Anfangspunkt des Bruchvorganges (also im Moment der Herdzeit) beschreibt und das Epizentrum den Punkt der Erdoberfläche bezeichnet, der sich senkrecht darüber befindet.
Was an der Herdfläche geschieht, wurde erstmals im frühen 20. Jahrhundert durch die „elastic rebound theory“ (dt.: Theorie des elastischen Rückschlags) des US-amerikanischen Geologen Harry Fielding Reid beschrieben, die in wesentlichen Teilen noch heute gilt:
Zwei Krustenblöcke (das können relativ kleine Bruchschollen oder auch ganze Lithosphärenplatten sein) bewegen sich gegeneinander. Dabei wird im Kontaktbereich der beiden Blöcke mechanische Spannung aufgebaut.
Übersteigt die aufgebaute Spannung die Festigkeit des Gesteins, kommt es zum Bruch, der den Herdvorgang an sich darstellt. Dabei entlädt sich die aufgebaute mechanische Anspannung, indem sich die Gesteinspartien unmittelbar an der Bruchfläche, der Herdfläche, plötzlich gegeneinander bewegen und damit eine Verwerfung erzeugen. Die Strecke der Verschiebung gegeneinander wird Versatz genannt. Durch diese plötzliche Bewegung werden seismische Wellen ausgelöst, die sich radial von der Bruchfläche ausgehend ausbreiten. Ein Erdbebenherd kann nur in der Erdkruste liegen, da nur hier das Gestein spröde genug ist, dass es brechen kann.
Die Ausbreitung der Erdbebenwellen wird dabei von Orientierung der Herdfläche im Raum, der Dauer und der Ausbreitungsgeschwindigkeit des Bruches beeinflusst. Dieser Prozess und dessen zeitlicher Verlauf stellen den Herdvorgang dar. Werden die von einem Erdbebenherd ausgehenden (abgestrahlten) Wellen an ausreichend vielen Messstationen in möglichst vielen verschiedenen Azimuten aufgezeichnet, kann aus der Wellenform die Abstrahlcharakteristik des Bebens bestimmt werden. Hierzu werden üblicherweise die Ersteinsätze der P-Wellen verwendet. Die Auswertung der seismischen Daten ergibt die sogenannte Herdflächenlösung.